# Ichneumon minutorius
Ichneumon minutorius är en stekelart som beskrevs av Desvignes 1856. Ichneumon minutorius ingår i släktet Ichneumon och familjen brokparasitsteklar. Arten är reproducerande i Sverige. Inga underarter finns listade i Catalogue of Life.